# Kyllingiella polyphylla
Kyllingiella polyphylla là loài thực vật có hoa trong họ Cói. Loài này được (A.Rich.) Lye mô tả khoa học đầu tiên năm 1983.